# Ben-Hur (film 2003)
Ben Hur – Opowieść o Chrystusie (ang. Ben Hur) – amerykański film animowany z 2003 roku. Adaptacja powieści Lewisa Wallace’a. W latach 2009–2011 często emitowany na antenach kanałów Polsat i TV4 z dubbingiem.

## Fabuła
Żydowski książę Ben Hur jest niesłusznie oskarżony o próbę zamachu na gubernatora i skazany na wieloletnią tułaczkę. Miłość do Estery motywuje go do walki, w tle której pojawia się wątek śmierci Jezusa.

## Wersja polska
- Sylwester Maciejewski – Kwintus Ariusz
- Andrzej Chudy – Juda Ben-Hur, Narrator, mężczyzna z tłumu
- Mirosław Wieprzewski – Rabbi Samuel, Herod Wielki, Legionista, Galernik, Kupiec, Kapłan Józef Kajfasz, jeden z Żołnierzy Piłata, mężczyzna w tłumie, jeden z uczniów Jezusa, mężczyzna z tłumu szydzącego z Jezusa przy ukrzyżowaniu
- Dariusz Błażejewski – Jezus, Józef, Gesius (sługa Ariusza)
- Joanna Domańska – Miriam (matka Ben-Hura)
- Iwona Rulewicz – Estera, Młoda Dama
- Jacek Kałucki – Starzec ze statku, Baltazar, lektor tyłówki
- Krzysztof Zakrzewski – Szejk
- Marek Włodarczyk – Centurion Messala, poganiacz niewolników, żołnierz na galerze
- Aleksander Gawek – Piłat

Opracowanie i nagranie wersji polskiej: GMC Studio